# Fédération de sports de combat
 (août 2024).
Si vous disposez d'ouvrages ou d'articles de référence ou si vous connaissez des sites web de qualité traitant du thème abordé ici, merci de compléter l'article en donnant les références utiles à sa vérifiabilité et en les liant à la section « Notes et références ».
La fédération (française) regroupe un ensemble de disciplines de sports de combat et d’arts martiaux, notamment les : arts martiaux traditionnels et modernes (Arts de combat chinois, japonais, du Sud-est asiatique…), activités martiales de la défense personnelle (ju-jutsu défense, kick-défense, krav-maga, activités martiales de la mise en forme/fitness (aero-kick, litt. « cardio-kickboxing »), boxes dites de pieds-poings, luttes sportives au corps à corps (submission-wrestling), arts martiaux et sports dits de pieds-poings-sol (ju-jutsu fighting, shoot-boxing, shooto), activités martiales du sport adapté (handisport).

## Mission de la fédération de sports de combat (et arts martiaux)
La Fédération de Sports de Combat - France (F.S.C.)  est une structure dont les objectifs principaux, sont de développer un esprit de partage et de bienveillance au sein de ses clubs.
Cette structure rassemble un grand nombre de disciplines sportives, notamment les groupes suivants (septembre 2022) :
- les arts martiaux traditionnels et modernes (avec ou sans armes) : 
  - arts de combat traditionnels (japonais, chinois, du Sud-est asiatique, etc.)
  - arts de combat modernes (jeet-kune-do, karaté fighting et artistic-forms/musical forms)

- les activités martiales de la défense personnelle : self-défense à main nues et self-défense avec armes :
  - ju-jutsu défense,
  - kick-defense,
  - krav-maga.

- les activités martiales de la mise en forme (fitness-martial) : 
  - aero-kick,

- les sports de combat de percussion (boxes pieds-poings) (1):
  - point-fighting,
  - full-contact no low-kick (kickboxing américain sans percussion dans les cuisses),
  - low-kick (kick-boxing américain avec percussion dans les cuisses),
  - K1 (kick-boxing japonais avec percussion dans les cuisses et coup de genou direct - sans projection/soumission),
  - shoot-boxing (kick-boxing japonais avec percussion dans les cuisses, coups de genou et projection/soumission).

- les sports de combat de percussion-préhension (1) : 
  - ju-jutsu fighting,
  - shooto (Arts martiaux mixtes).

- les luttes sportive au corps-à-corps et de soumission : 
  - submission-wrestling (grappling).

- les activités martiales du sport adapté (handisport) : disciplines appartenant aux groupes précédents.

(1) et cela sous quatre formes de rencontres (styles) : pour tous les âges, la rencontre de « light-contact » (light-contact français – style de frappe légère), pour pratiquants avancés de 12 ans à 44 ans, la rencontre de « médium-contact » (light-contact international – style de frappe moyenne), la rencontre de « pré-combat cadet(te) (15 ans) » et « pré-combat junior-1 (16-17 ans) » [style de frappe appuyée excepté au visage] et le « combat de plein-contact »  junior-2 (18-20 ans) et le « combat de plein-contact » senior 21-39 ans [K-O-system].

## Objectifs sportifs de la fédération
L’objet principal de la structure est de favoriser la participation de ces membres à toutes les  manifestations nationales et internationales ; notamment, former et détecter des athlètes et officiels qui vont représenter le pays dans le cadre des manifestations internationales de l’International Combat Organisation (I.C.O.) . 

Son second objectif, rattaché au précédent, est de véhiculer un esprit sportif des meilleurs. Sa mise en œuvre s’effectue par l’implication de tous les adhérents dans une dynamique associative (à l’opposé d’une politique de la consommation et du profit individuel). 

La première devise de la fédération est par conséquent : « Des actions menées par et pour les licenciés ». 
 
Le troisième objet est l’accès à la pratique à un prix le plus bas possible. Aussi, la seconde devise du FSC-France est : « une seule licence par pratiquant et une seule affiliation par club pour tout faire ». 

Pour conclure, la structure milite pour un développement de la pratique multidisciplinaire pour valoriser les compétences pluridisciplinaires des entraîneurs de club. Elle se positionne ainsi, comme une véritable structure multisports sur le territoire français. 

Par sa diversité de pratiques, l’association n’a pas pour objectif de faire concurrence aux grandes fédérations mais en premier lieu d’ouvrir sur la pratique dans le cadre international et dans un second temps, la formation d’un « combattant(e) ou/et artiste martial complet ». Dans son fonctionnement, elle se concrétise par le passage, sans contrainte, d’une discipline à l’autre et notamment en compétition et notamment par son aspect de cohérence et de logique suscité : « une seule licence et affiliation de club pour tout faire », et compte tenu de la polyvalence martiale des clubs, un diplôme unique pour chaque discipline voire pour un groupe de spécialités proches (en matière de grade, entraîneur, juge-arbitre). 

La fédération organise pour cela des événements : actions de masse (Championnats et tournois) et d’échange entre pratiquants (Stages techniques pour tous, formations et compétitions ouvertes à tous les niveaux). D’autre part, elle sélectionne les meilleurs athlètes pour les conduire vers des rencontres internationales, cela des plus jeunes aux plus âgés. 

La fédération gère l’antenne française de la fédération internationale, notamment l’I.C.O.

## Missions sportives de la FSC et de l’ICO-France
La fédération a pour vocation, en premier lieu, de dynamiser le sport amateur par le biais de tournois ouvert à tous les combattants de la série « espoir » et « élite » (Sur la base d’open sportif). Côté détection des combattants de haut niveau, elle sélectionne les meilleurs athlètes fédéraux pour les échéances internationales.

Sa deuxième mission concerne la promotion des élites pros sur le plan international où l’accent est mis sur l’intégration des classements (Ratings) pour disputer des ceintures dites « professionnelles » et « néo-professionnelles » (pro-am) pour le plein-contact et également des ceintures pour les disciplines techniques (light-contact international). 

Enfin, sa troisième mission est d’amener les athlètes de bon niveau fédéral (série espoir), quel que soit l’âge, à disputer des rencontres à l’étranger et notamment des titres avec des ceintures dites « amateur » ou « pro-am ».

## Esprit développé par la FSC-France et l’ICO-France
La fédération est composée d’un ensemble de disciplines sportives unies afin de permettre la polyvalence des pratiques. Par conséquent, aucune discipline sportive n’est en marge aussi bien dans le fonctionnement associatif que sportif. Les actions doivent être mutualisées et coordonnées entre toutes. Chaque club et individu apporte sa pierre à l’édifice afin d’aider au fonctionnement de la fédération et de faire profiter le collectif de son propre savoir-faire. Ainsi, la pratique est perçue dans sa globalité et non morcelée, discipline par discipline. 

Des « passerelles » doivent permettent aux pratiquants de passer d’une discipline à l’autre. 

Les diplômes fédéraux d’officiel, de grade supérieur et d’entraineur vont dans le sens de la polyvalence des pratiques. Ils englobent des parties communes permettant aux acteurs de développer des compétences « transversales ». Ce qui favorisera la pratique multidimensionnelle dans les clubs et évitera tout clivage et sectarisme. 

Les certificats de grades techniques et les diplômes d’enseignant et d’officiel se regroupent en quatre mentions : les sports pieds-poings, les sports pieds-poings-sol, les luttes de soumission, les arts de combat traditionnels et arts martiaux modernes, les sports de mise en forme (fitness) et les activités d’auto-défense. Le passage d’un groupe de disciplines à une autre doit être facilité, afin que chacun puisse se développer des compétences ré-investissables dans d’autres domaines et permette l’obtention de grades et titres fédéraux sans aucune entrave.

## Évolution de la fédération depuis1984
À l’origine dénommé, l’Association nationale dite WKA-France est une structure créée en France en 1984 par Jean-Marc Vieille sous l’impulsion du grand champion néerlandais de sports de combat, Fred Royers. Celle-ci se développait dans le cadre de la Fédération (française) de kick-boxing (FKDA) puis dans le Comité national de kick-boxing de la Fédération de Boxe Américaine (CNKB de la FFBADA) jusqu’en 1999, et à la suite d'une interdiction ministérielle d’organisation de titres de haut niveau avec ceintures, la WKA-France est provisionnement mise en sommeil. 

En 2002, Thierry Muccini relance la WKA-France, en amenant une délégation au championnat du Monde WKA au Canada. 

En 2007, l’antenne française WKA-France s’est associée avec l’ISKA-France, cette dernière est une fédération internationale issue de la P.K.A. (Professional Karate Association), fédération américaine ayant promu le full-contact sans low-kick dès 1975. 

En début de saison 2008-2009, le groupement WKA-France/ISKA-France rejoint la Fédération française de full-contact et disciplines associées (FFFCDA, disposant de la délégation de pouvoirs ministérielle et de l’agrément ministériel) en autonomie au sein de la Commission nationale des activités pugilistiques (CNAP). Elle se compose de clubs affiliés et dont les membres sont licenciés à la FFFCDA, en situation de quasi-autonomie sportive au sein de la FFFCDA. 
 
En 2010, à la suite d'un événement international, le CNAP se sépare de l'ISKA-France et est rejoint par l'ICO-France. Comme pour les structures internationales, WKA-Monde et ICO-Monde, les antennes françaises WKA-France/ICO-France. 

En 2012, le CNAP devient le Comité national de low-kick (CNLK)  et organise la Coupe du monde I.C.O. en région parisienne près du site d’Eurodisney. 
 
En 2013, le CNLK devient le Comité national de kick-boxing (CNKB). 

En 2019, le Comité National de Kick-Boxing - France (C.N.K.B.)  qui n’était pas une « fédération » à proprement parler mais une antenne française de fédérations internationales ayant pour mission de représenter des organismes mondiaux de sports de combat et arts martiaux (tel que la WKA-Monde, l'ICO-Monde, etc.) est devenu sous l'impulsion de ses licenciés, la Fédération de Sports de Combat (F.S.C.) .

## Les fédérations internationales de rattachement
La World Karate and Kickboxing Association (WKA)  est la structure internationale de sports de combat la plus ancienne au Monde avec la Professional Karate Association (PKA, dissoute depuis 1986). Elle est née en 1976 aux USA, et précurseur du karaté professionnel avec frappe dans les jambes (dénommé « full-contact karaté avec low-kick »). Ses activités se sont diversifiées avec le temps en matière de sports proposés. Elle est, avec International Sport Kickboxing Association (ISKA) , l’organisme le plus présent sur les cinq continents (plus de 150 pays). Ses titres sportifs sont reconnus par l’ensemble des autres fédérations internationales de même obédience. Le symbole de la WKA depuis 1976 est : « un globe entouré d’une ceinture noire ». De son côté, l’International Sport Kickboxing Association (ISKA) née en 1986 est l’héritière de la plus ancienne fédération internationale de kickboxing, la Professional Karate Association (PKA) née en 1975.

## Itinéraire des sports de combat modernes en France depuis la fin des années1970
Coté palmarès international, la France est un grand pays des sports de combat avec plusieurs centaines de milliers de pratiquants sur le territoire français. Les entraîneurs français sont formés par les fédérations et très impliqués (bénévolat surtout). À l'appui du mouvement sportif français, un État qui s'implique amplement (Ministère des Sports) et en supplément dans le domaine universitaire du sport, une recherche française à la pointe. On doit également cette réussite, au travail de promotion effectué par les grands champions français toutes disciplines confondues et à l’engouement qu’ils ont su instaurer. 

La PKA et la WKA ont fait leur apparition en Europe à la fin des années 1970. En France, dès le départ des disciplines « made in U.S.A. », la plupart des pays européens reconnaissent la PKA (aujourd’hui ISKA) et WKA comme structures originelles. Ensuite les responsables de grandes fédérations mondiales proposent des titres pour l’ensemble des disciplines pieds-poings (full-contact, kick-boxing et muay-thai) ce qui a pour effet, à côté des fédérations internationales d’origine (PKA, WKA et WAKO) de faire éclore rapidement de nouvelles structures dites « mondiales » pour s’emparer du marché !?, compliquant les choses du point de vue lisibilité des titres internationaux délivrés. Durant les années 1980 et 1990, de nombreuses péripéties propres à la mise en place de ces nouveaux sports frappent les sports pieds-poings. Tout d’abord leur rejet, à leur arrivée dans l’Hexagone, par certaines fédérations d’arts martiaux, puis la création de plusieurs fédérations parallèles cloisonne la pratique des clubs français 
Au milieu des années 1980, plusieurs sports pieds-poings professionnels sont gérés par la « WKA-France ». 

En 1987, le premier essai de regroupement des « boxes américaines (Boxes américaines : pour désigner les disciplines nées outre-Atlantique, c’est-à-dire le full-contact sans low-kick, le semi-contact et le « full-contact avec low-kick » s’effectuera au sein d’une seule structure. Rapidement naissent des divergences de vue et un certain fonctionnement antidémocratique provoque une scission des disciplines. Après deux décennies d’intégration de la WKA dans le cadre de fédérations nationales, de la fin des années 1970 à fin des années 1990, à la suite de directives ministérielles en 1999, les activités de la WKA disparaissent de la scène française. L’interdiction ministérielle pour les disciplines, full-contact, kick-boxing et muay-thaï, d’organiser sur le sol français des ceintures dites professionnelles va priver les élites du sport français de nombreuses occasions de décrocher des titres internationaux. Va s’installer ainsi un « vide sportif » dont les acteurs du sport français n’en comprennent pas l’origine. C’est cette mesure ministérielle qui a fait, entre-autres, « capoter » la dynamique de la WKA-France. Il a fallu attendre trois années pour qu’une poignée de personnes reprennent en mains les destinées de la WKA en France. 

En 2002, Thierry Muccini relance la WKA-France en déplaçant une délégation française d’athlètes sur un événement international de la WKA-Monde. Puis cette expérience est reconduite jusqu’en 2005. Ainsi, le projet de relancer avec plus de dynamisme la WKA en France, côté amateur et professionnel, germait dans la tête d’Alain Delmas (Ex cadre technique de la fédération de kick-boxing, président de la fédération de bando et boxe birmane et enseignant d’université) et de Thierry Muccini (ex cadre technique de la fédération de kick-boxing). 

C’est durant l’été 2006 que démarre l’aventure de la WKA-France « new-wave ». Durant deux saisons (2006-2007 et 2007-2008) la WKA-France et l’ISKA-France, fonctionne en autonomie avec une croissance proche de 100 % de plus de clubs dès la seconde saison.
En 2008-2009, une nouvelle étape est franchie avec l’intégration d’une fédération délégataire, la FFFCDA (Fédération Française de Full-contact et Disciplines Associées : full-contact, kickboxing et muay-thaï) au sein de la « Commission nationale des activités pugilistiques » (CNAP) avec une progression de 150 % d’adhésion-club supplémentaire. 

Par enchantement, en fin de saison 2007-2008, une nouvelle pousse fédérale, la Fédération française de sports de contact (FFSCDA) s’empare des délégations de pouvoirs ministérielle (full-contact et muay-thaï) détenue jusqu’à présent par la FFFCDA. 

En début de saison 2011-2012, la CNAP devient le Comité national de Low-kick, puis en début de saison 2013-2014, le Comité national de Kick-Boxing (CNKB) de la FFFCDA (Fédération Française de Full Contact et Disciplines Associées) avec un effectif de 4 400 licenciés et 155 clubs. 

Malheureusement en fin de saison2013-2014, à la suite de tracasseries administratives, la FFFCDA devenue la Fédération de fighting full contact kickboxing & disciplines associées (FFFCKDA) perd son agrément ministériel, et est absorbée par la jeune fédération délégataire, la FFSCDA. 

EN 2014, le CNKB maintient son indépendance et la conservation de la représentativité de la WKA-Monde et ICO-Monde. 

En 2019, à la suite de l’arrivée de nombreux clubs d’arts martiaux et sports de combat, le CNKB devient la Fédération de Sports de combat.

À la fin de l’année 2022, la FSC se sépare de la représentativité de la World Karate and Kickboxing Association (WKA).

Sigles :
- FFFCDA : Fédération française de full-contact née en 1978 - devenue en 2014 la Fédération de fighting full-contact kickboxing et disciplines associées (FFFCKDA)
- FMDA : Fédération française de muaythaï née en 1977
- CNKB : Comité national de kick-boxing reconstitué en 2002, représentant la plus ancienne fédération internationale de kickboxing, la W.K.A. et rattaché en tant que Comité national jusqu’en fin de saison 2013-2014 à la FFFCKDA. Devient en 2019, la FSC, Fédération de Sports de Combat (et Arts Martiaux)
- FFKMDA : Fédération française de kick boxing, muaythaï et pancrace née en 2008, et dénommée jusqu’en 2015, la fédération française de sports de contact (FFSCDA).

## Sources
- Delmas Alain, 1. Glossaire des sports de combat, Université P. Sabatier - Toulouse, 1973 – 2. Lexique de combatique, le verbe contre la barbarie, document de formation, Université P. Sabatier - Toulouse, 1975 – 3. Définition du Kick-boxing, F.K.B.-D.A., 1999 – 4. Lexique de la boxe et des autres boxes, document de formation, Université d’Aix-Marseille, 2005
- Delmas Alain, Callière Jean-Roger, 1. Histoire du Kick-boxing, F.K.B.-D.A., 1998 – 2. La ceinture noire du 1er au 6e degré, F.K.B.-D.A., 2000
- Lombardo Patrick, Encyclopédie mondiale des arts martiaux, Éditions E.M., Paris, 1997.

### Liens
- Fédération de sports de combat (et arts martiaux) – France (FSC) – fédération créée en 2002 – Président : Thierry Muccini – Directeur Technique Fédéral : Alain Delmas